# Engraçadinha
Engraçadinha é um filme brasileiro de 1981, uma adaptação cinematográfica  do romance Asfalto Selvagem: Engraçadinha, Seus Pecados e Seus Amores, do escritor Nélson Rodrigues. 
Dirigido por Haroldo Marinho Barbosa, o filme tem trilha sonora de Sérgio Guilherme Saraceni.

## Sinopse
Um homem conceituado comete suicídio. Após o velório, Arnaldo (José Lewgoy), é questionado sobre o motivo da tragédia. Suspeitava-se que o morto era amante da filha, Engraçadinha (Lucélia Santos), mas um padre descobre que ela tinha se apaixonado por Sílvio (Luís Fernando Guimarães), seu meio-irmão, pensando que era primo — um segredo de família que é desvendado com o toque trágico de Nélson Rodrigues.

## Elenco[1]
| Ator                     | Personagem        |
| ------------------------ | ----------------- |
| Lucélia Santos           | Engraçadinha      |
| José Lewgoy              | Dr. Arnaldo       |
| Nina de Pádua            | Letícia           |
| Luís Fernando Guimarães  | Sílvio            |
| Wilson Grey              | Odorico           |
| Carlos Gregório          | Irmão Fidélis     |
| Daniel Dantas            | Zózimo            |
| Nelson Dantas            | Dr. Bergamini     |
| Cláudio Correia e Castro | Orador do funeral |

### Elenco de apoio
- Elizabeth Souza - Empregada
- Eva Carbon - Tia Zezé
- Florêncio Fenocchio - Amigo de Odorico
- Francisco Lima - Amigo de Odorico
- Henriqueta Bertoletti - Mãe de Letícia
- Leonides Barbosa - Secretária
- Lourival Trindade - Médico
- Sônia Figueiredo - Enfermeira

## Prêmios
- Festival de Brasília - 1981

Melhor atriz: Lucélia Santos